# Lisa Bengtsson (formgivare)
Lisa Bengtsson, född i Gnosjö 1981, är grafisk designer och mönsterdesigner. Lisa Bengtsson är utbildad vid Berghs School of Communication i Stockholm. Under eget namn har hon formgivit tallrikar och tapeter. Lisa Bengtsson har även gjort mönster för de svenska företagen Indiska Magasinet, Mairo, Björklund & Wingqvist och Parafon.
Hösten 2008 hadehon den egna utställningen "Hemma hos Lisa" på Designgalleriet i Stockholm.
År 2008 tilldelades Bengtsson andrapriset i tävlingen "Uppstickarna" som delas ut av karriärnätverket Shortcut.